# Dasychira stygis
Dasychira stygis är en fjärilsart som beskrevs av Collenette 1936. Dasychira stygis ingår i släktet Dasychira och familjen tofsspinnare. Inga underarter finns listade i Catalogue of Life.